# Joseph Grinnell
Pour les articles homonymes, voir Grinnell.
Joseph Grinnell est un zoologiste américain, né le 27 février 1877 à Fort Sill, Oklahoma et mort le 29 mai 1939 à Berkeley, Californie.

## Biographie
Il est le fils de Fordyce et de Sarah Elizabeth (née Pratt) Grinnell. Son père est médecin pour le Bureau des affaires indiennes. La famille s’installe dans le territoire du Dakota en 1880, à Pasadena en 1885, en Pennsylvanie en 1888, puis, à nouveau, à Pasadena en 1891. Joseph Grinnell s’intéresse très jeune à la nature. Il étudie à la Pasadena High School et est diplômé d’un Bachelor of Arts au Throop Institute (aujourd’hui le California Institute of Technology) en 1897. Il consacre alors ses loisirs à l’étude des oiseaux des environs. Il passe l’hiver 1896 en Alaska pour y étudier la faune aviaire.
De 1897 à 1898, il est instructeur assistant en zoologie au Throop Institut. En 1898-1899, il repart en Alaska avec un groupe de chercheurs d’or mais ses découvertes principales se font dans le domaine de la zoologie : il observe et étudie 113 espèces d’oiseaux. En 1900, il devient assistant en embryologie à l’université Stanford où il passe son Master of Arts. De 1901 à 1902, il donne des cours en ornithologie. De 1901 à 1903, il enseigne la botanique et la zoologie à la Palo Alto High School. Au printemps 1903, une grave attaque de fièvre typhoïde interrompt la préparation de son doctorat en zoologie. De 1903 à 1905, il enseigne la biologie au Throop Institut avant d’être titulaire de 1905 à 1908.
Grinnel dirige le musée de zoologie de l’université de Californie de 1908 à 1939, fondé par Annie Montague Alexander (1867-1950). Comme les poissons font déjà l'objet d'études par David Starr Jordan (1851-1931) de Stanford, Grinnel axe ses recherches sur les vertébrés terrestres et restreint ses recherches à la Californie. Il offre 2 000 spécimens de mammifères de sa propre collection au muséum en 1909, suivis, en 1919, de 8 000 spécimens d’oiseaux. En 1912, il écrit à son ancien professeur de Stanford, Charles Henry Gilbert (1859-1928), pour lui faire part de son souhait d’achever son doctorat. Celui-ci l’encourage vivement. Grinnell lui fait parvenir une thèse, intitulée An Account of the Mammals and Birds of the Lower Colorado Valley with Especial Reference to the Distributional Problems Presented, qui est acceptée (1913) et publiée (1914). À côté de ces activités, il occupe les fonctions de professeur assistant de zoologie de 1913 à 1917, professeur associé de 1917 à 1920 puis professeur de 1920 jusqu’à son départ à la retraite en 1939.
Grinnel est un chercheur infatigable, il récolte plus de 20 000 spécimens et écrit plus de 3 000 pages durant sa vie (soit plus de 550 publications). Il s’intéresse particulièrement aux questions de biogéographie et comment ces facteurs peuvent influencer la répartition des vertébrés. Il fait paraître avec Harvey Monroe Hall (1874-1932) "Life Zone Indicators in California" (1919), avec Tracy Irvin Storer (1889-1973) Animal Life in the Yosemite (1924) et A Revised Life Zone Map of California. Il reprend le concept de zones vivantes élaboré par Clinton Hart Merriam (1855-1942) en 1889 et montre qu’il avait une grande valeur pour déterminer la répartition des espèces en Californie. Il note l’effet négatif de la croissance de la population californienne sur la faune et l’environnement. Ses recommandations sont mises en pratique dans certaines zones. Il fonde, avec Stephen Tyng Mather (1867-1930) et Charles M. Goethe (1875-1966), un service de guides dans les parcs nationaux. Il participe également à l’amélioration de la gestion du gibier et lutte, à la fin de sa vie, contre l’emploi de poison à base de thallium alors utilisé pour éliminer les rongeurs. Modeste, il a toujours refusé que son portrait soit affiché dans le muséum qu’il dirigeait.
Grinnell peut être considéré comme l’un des premiers spécialistes des communautés écologiques, mais il s’intéresse aussi à la systématique et à la biogéographie.
Il est aussi l’auteur d’An Account of the Mammals and Birds of the Lower Colorado Valley with Especial Reference to the Distributional Problems Presented (1914, avec Harold C. Bryant (1886-1968) et T.I. Storer Game Birds of California (1918), Vertebrate Animals of Point Lobos Reserve (1936), avec Joseph Scattergood Dixon (1884-1952) et Jean Myron Linsdale (1902-1969) Fur-Bearing Mammals of California... Grinnell participe en outre à la Cooper Ornithological Society et est l’éditeur de The Condor de 1906 à 1939. Il est le bibliothécaire de la California Academy of Sciences de 1911 à 1939 et préside l’American Ornithologists' Union de 1929 à 1931 et l’American Society of Mammalogists de 1937 à 1938. Il est également membre de nombreuses sociétés savantes comme l’Academy of Natural Sciences of Philadelphia (membre correspondant), l’American Academy of Arts and Sciences...